# Chorin
Chorin är en kommun och ort i Tyskland, belägen i Landkreis Barnim i förbundslandet Brandenburg.  Kommunen administreras som del av kommunalförbundet Amt Britz-Chorin-Oderberg.
Orten är känd för sin medeltida klosterbyggnad, Kloster Chorin, grundat 1258 och upplöst 1542 i samband med reformationen, idag ett populärt turistmål och plats för musikevenemang.

## Geografi
Skogsområdet omkring Chorin tillhör Unesco-biosfärområdet Schorfheide-Chorin.

### Administrativ indelning
Chorin är en amtstillhörig kommun och har som sådan delegerat många kommunala uppgifter till kommunalförbundet Amt Britz-Chorin-Oderberg, med säte i Britz. Byarna Brodowin, Chorin, Golzow, Neuehütte, Sandkrug, Senftenhütte och Serwest utgör administrativa kommundelar (Ortsteile) i Chorins kommun.

## Befolkning
| År   | Invånare |
| ---- | -------- |
| 1875 | 3 743    |
| 1890 | 3 757    |
| 1910 | 3 493    |
| 1925 | 3 532    |
| 1933 | 3 466    |
| 1939 | 3 559    |
| 1946 | 4 324    |
| 1950 | 4 245    |
| 1964 | 3 372    |
| 1971 | 3 186    |

| År   | Invånare |
| ---- | -------- |
| 1981 | 2 633    |
| 1985 | 2 497    |
| 1989 | 2 457    |
| 1990 | 2 415    |
| 1991 | 2 407    |
| 1992 | 2 456    |
| 1993 | 2 478    |
| 1994 | 2 532    |
| 1995 | 2 568    |
| 1996 | 2 615    |

| År   | Invånare |
| ---- | -------- |
| 1997 | 2 632    |
| 1998 | 2 617    |
| 1999 | 2 629    |
| 2000 | 2 615    |
| 2001 | 2 598    |
| 2002 | 2 582    |
| 2003 | 2 596    |
| 2004 | 2 605    |
| 2005 | 2 569    |
| 2006 | 2 530    |

| År   | Invånare |
| ---- | -------- |
| 2007 | 2 510    |
| 2008 | 2 508    |
| 2009 | 2 430    |
| 2010 | 2 381    |
| 2011 | 2 326    |
| 2012 | 2 290    |
| 2013 | 2 275    |
| 2014 | 2 281    |
| 2015 | 2 265    |
| 2016 | 2 290    |

| År   | Invånare |
| ---- | -------- |
| 2017 | 2 318    |
| 2018 | 2 339    |
| 2019 | 2 332    |
| 2020 | 2 359    |

## Kommunikationer
Motorvägen A 11 passerar i västra utkanten av orten, med avfarten Chorin.

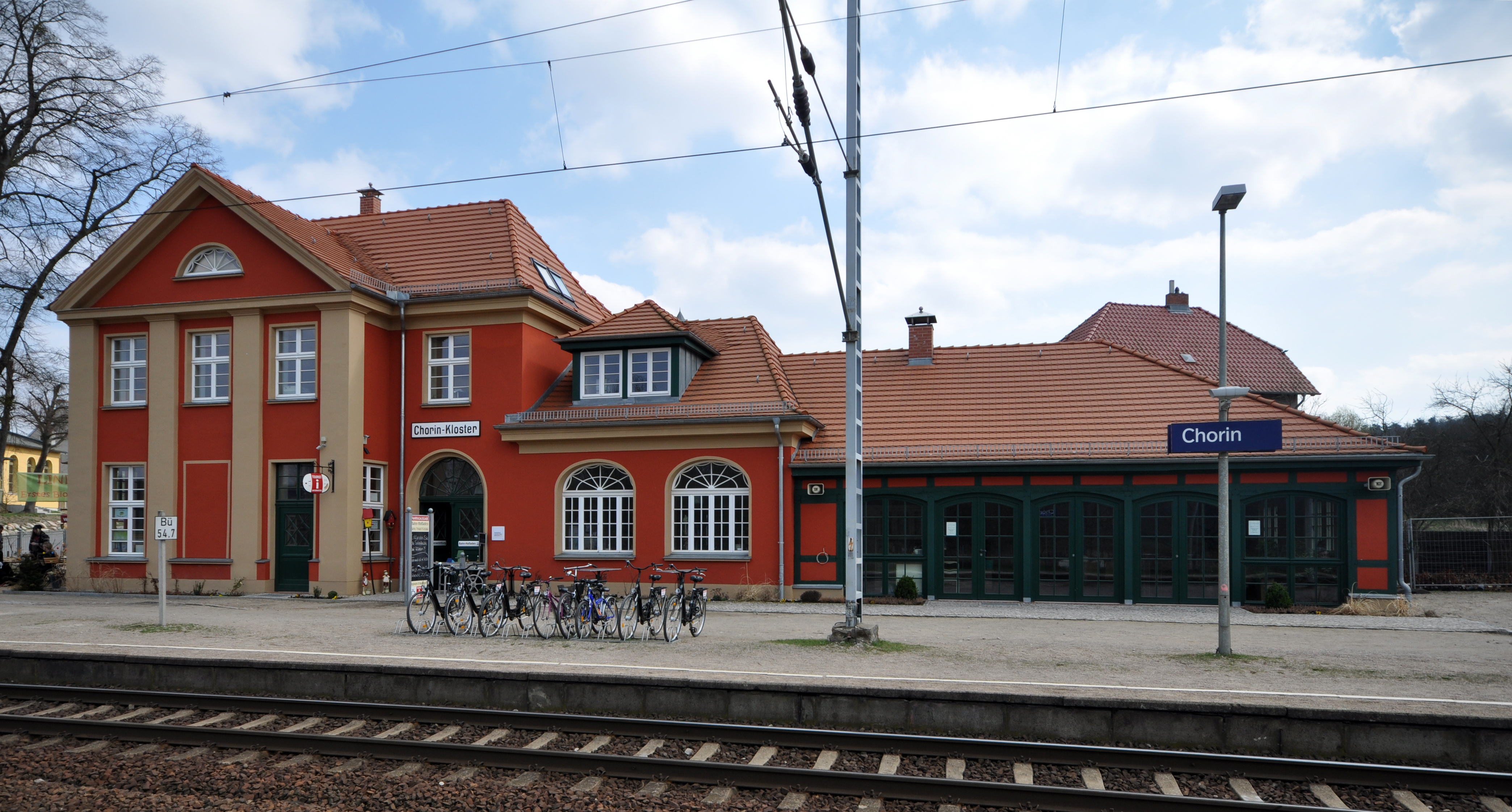
Järnvägshållplatsen Chorin-Kloster

Ortens ursprungliga järnvägsstation, uppförd 1852 på sträckan Berlin-Stettin, är sedan 1995 nedlagd för passagerartrafik.  Hållplatsen vid Kloster Chorin på samma sträcka, uppförd 1902, betjänas idag av regionalexpresståg till Berlin - (Wünsdorf - Elsterwerda) och Angermünde (- Stralsund / Schwedt).
Hållplatsen Golzow i kommundelen med samma namn har regionaltågförbindelse mot Britz och Joachimsthal.

## Kända ortsbor
- Georg Neumann (1898-1976), mikrofonkonstruktör och ljudteknikföretagare.